# Scherstetten
Scherstetten – miejscowość i gmina w Niemczech, w kraju związkowym Bawaria, w rejencji Szwabia, w regionie Augsburg, w powiecie Augsburg, wchodzi w skład wspólnoty administracyjnej Stauden. Leży w Parku Natury Augsburg – Westliche Wälder, około 28 km na południowy zachód od Augsburga, nad rzeką Schmutter.

## Polityka
Wójtem gminy jest Robert Wippel, poprzednio urząd ten obejmował Helmut Baur, rada gminy składa się z 12 osób.
|      | Gemeinschaft | Freie Bürger | CSU/Freie Bürger | Razem |
| 2008 | 4            | 8            | -                | 12    |
| 2002 | 5            | -            | 7                | 12    |